# The Woman from Monte Carlo
The Woman from Monte Carlo ist ein US-amerikanisches Filmdrama aus dem Jahre 1931 mit Lil Dagover in der Titelrolle. Ihr Filmpartner war Walter Huston. Regie führte Michael Curtiz. Die Geschichte basiert auf dem Roman Veille d'Armes von Claude Farrere und Lucien Nepoty.

## Handlung
Die einst leichtlebige Deanna Corlaix aus Wien hat den französischen Marinekommandant Corlaix geheiratet, der zunächst aus ihr eine richtige Dame gemacht hat, ehe er sich ernsthaft in sie verliebte. Kapitän Corlaix kommandiert nun die La Fayette, den ganzen Stolz der französischen Marine. Während Corlaix ganz in seinem Beruf auf hoher See aufgeht und oft monatelang wegbleibt, bleibt Deanna einsam und allein an Land zurück. Eines Tages, am Vorabend des Ersten Weltkriegs: Lieutenant George D'Ortelles, ein verflossener Liebhaber, überreicht ihr eine Notiz ihres Ehemannes. Mit dieser Notiz bittet er seine Frau, für einen Tanz an Bord der La Fayette zu kommen. Während Lotti auf ihren Gatten wartet, versucht sein Führungsoffizier Brambourg, der sie seit einer Begegnung in Monte Carlo kennt, sie zu umgarnen. Deanna ist aber eine treue Ehefrau und lacht den Commander angesichts seiner unbeholfenen Avancen aus. Während Corlaix mit seiner Frau tanzt, wird ihm mitgeteilt, dass ein Krieg zwischen den europäischen Großmächten ausgebrochen sei. Rasch werden alle Gäste des gesellschaftlichen Beisammenseins wieder an Land gebracht.
Deanna ist verärgert, so schnell schon wieder das Schiff, und damit ihren Mann, verlassen zu müssen, und beschwert sich darüber, inzwischen leicht angetrunken, bei Leutnant D'Ortelles, der von Kapitän Corlaix dazu auserkoren wurde, seine Gattin wieder sicher an Land zu bringen. Doch der Leutnant bringt sie stattdessen in seine Offizierskabine und versichert Deanna seiner Liebe. Corlaix sei nicht der Richtige für sie. Nachdem Corlaix annehmen muss, dass seine Gattin das Schiff bereits verlassen habe, wendet sich der Kapitän an seinen Untergebenen D'Ortelles, dass er nicht glaube, dass Deanna ihn liebe. Deanna, die sich gleich nebenan versteckt hat, hört diesen Satz und entscheidet sich dazu, sofort irgendwie an Land zu kommen und sich D'Ortelles, der ihr durchaus gefällt, sofort aus dem Kopf zu schlagen. Doch zu spät: Der Anker wurde bereits gelichtet, und ein Verlassen des Schiffs ist für Deanna somit ausgeschlossen. Führungsoffizier Brambourg vermutet, dass D'Ortelles eine Frau bei sich versteckt hält, und bleibt absichtlich noch länger in der Nähe, weshalb er es Deanna damit unmöglich macht, ihr Versteck zu verlassen. 
Auf hoher See sichtet Corlaixs La Fayette ein anderes Schiff (eines Bündnispartners), das der La Fayette ein Lichtsignal gibt, das ein Codesignal des Verbündeten bedeutet. Corlaix wittert daher keine Gefahr und steuert bei. Doch plötzlich gerät die La Fayette unter Torpedobeschuss, und das Schiff sinkt. Über 350 Matrosen von 800 Männern an Bord verlieren dabei ihr Leben. D'Ortelles kann Deanna sicher von Bord bringen, doch ihr Ehemann muss sich vor einem Kriegsgericht verantworten. Man gibt Corlaix, zumal er mit einer „feindlichen Ausländerin“ verheiratet ist, die Schuld an der Katastrophe. Commander Brambourg wäre als einziger Zeuge, der das Alliierten-Lichtsignal bezeugen könnte, imstande, seinen Chef Corlaix zu entlasten, tut dies aber nicht, da er auf dessen Posten erpicht ist. Auch Deanna hatte das Lichtsignal bemerkt, will aber nicht aussagen, weil dann allen Anwesenden – dem Gericht wie ihrem Mann – klar werden würde, dass sie sich beim Auslaufen des Schiffes widerrechtlich an Bord befunden hatte. 
D'Ortelles, der sich bis zuletzt zur Behandlung im Krankenhaus befand, versucht im letzten Moment, Corlaixs Haut und Ruf zu retten, und eilt in den Gerichtssaal, doch seiner Aussage wird kein Glauben geschenkt. Nun tritt Deanna auf: Sie bestätigt D'Ortelles' Aussage und gibt ihrem Gatten alle Entlastung, auch wenn dies zeitgleich bedeutet, dass ihre Ehre – ihr Zusammensein mit D'Ortelles im fraglichen Moment legt einen Ehebruch nahe – infrage gestellt wird. Doch Deanna und D'Ortelles haben sich nichts zu Schulden kommen lassen. Dennoch versucht Brambourg, beider Verhalten zu verunglimpfen, woraufhin D'Ortelles eine Waffe zückt und Brambourg niederschießt. Zwar ist damit die Ehre der titelgebenden Frau aus Monte Carlo wiederhergestellt, doch der Leutnant wird abgeführt. Kapitän Corlaix verlässt den Gerichtssaal mit wiederhergestellter Ehre und verlässt seine Gattin. Deanna kehrt gebrochen nach Wien zurück.

## Produktionsnotizen
The Woman from Monte Carlo entstand ab Mitte Oktober 1931 und wurde zum Jahresende unter den Arbeitstiteln The Captain's Wife and The Marked Woman erstmals präsentiert. Der Massenstart war am 9. Januar 1932. In Deutschland lief der Film trotz des deutschen Stars nie an.
Der Film ist ein Remake des späten Stummfilms Night Watch aus dem Jahre 1928. Zuvor (1925) und danach (1935) hatte es unter dem Titel Veilles d'Armes auch französische Fassungen dieses beliebten Filmstoffes gegeben.

## Wissenswertes
Lil Dagover war aufgrund ihrer zahlreichen Stummfilmerfolge der 1920er Jahre auch in den Vereinigten Staaten sehr bekannt. Auf dem Höhepunkt ihres Ruhms folgte sie daher im Sommer 1931 einer Einladung der Warner Bros. für eine Filmrolle nach Hollywood. Im August 1931 reiste sie an und übernahm den Part der Deanna, auf der Besetzungsliste noch vor dem in den USA sehr bekannten Walter Huston gelistet. Die gesamte Werbekampagne wurde ganz auf die Deutsche ausgerichtet.
Ende November 1931 reiste die Dagover nach Deutschland heim. In der Februar-1932-Ausgabe der Fachpublikation Picture Play war zu lesen, dass die Schauspielerin keine große Liebe für Hollywood hege und in Europa abwarten werde, ob die öffentliche Reaktion auf The Woman from Monte Carlo ihr einen Grund gebe, erneut in die USA zu reisen. Dem war nicht so, woraufhin Lil Dagover nie mehr wieder in die USA zurückkehrte.

## Kritiken
Die Kritiken fielen überwiegend mau aus, wobei Lil Dagover von den Negativbeurteilungen durchgehend ausgenommen wurde.
The Film Daily befand am 3. Mai 1932 unter der Überschrift „Schwache Geschichte, überladen mit Gerede und sehr wenig Aktion. Gute Besetzung auf verlorenem Posten“: „Lil Dagover … gibt ihr englischsprachiges Debüt in einem traurigerweise ineffektiven Melodram, das sie und die anderen Besetzungsmitglieder mit der wohl größten Überdosis an Gerede überschüttet hat, das man je in einen der jüngeren Filme hineingepackt hat.“
Halliwell‘s Film Guide fand, dass der Film „ein steifes Ehemelodram“ sei, das aber, „kein Wunder, wegen seines deutschen Stars Lil Dagover funktioniert“.
Leonard Maltin nannte den Film ein „knirschendes, romantisches Melodram“ und lobte Curtiz‘ „elegantes Bildgefühl und den Kriegsgerichts-Abschluss, der einen das Ganze weiterhin anschauen lässt“.